# أنور
أنور (بالهندية: अनवर؛ بالإنجليزية: Anwar) هو مغني هندي، ولد في 1 فبراير 1949 في مومباي في الهند.

## وصلات خارجية
- أنور على موقع IMDb (الإنجليزية)
- أنور على موقع ميوزك برينز (الإنجليزية)
- أنور على موقع ميوزك برينز (الإنجليزية)
- أنور على موقع قاعدة بيانات الفيلم (الإنجليزية)